# Neonka zelená
Neonka zelená (Hemigrammus hyanuary) je sladkovodní drobná rybka, tvarem a velikostí velmi podobná neonce obecné (Paracheirodon innesi) i když k rodu neonek nepatří.

## Popis
Tělo je olivově zelené, na hřbetě tmavší mírně průsvitné, lesklé a na bříšku žlutavě bílé. Od oka se táhne až po kořen ocasu podélný zlatavý pruh, který při dopadu světla zeleně září. Na kořeni ocasu se pak rozšiřuje v horní polovině ve zlatavě zářivou skvrnu. Dolní polovina kořene je zabarvena černou skvrnou, která se rozplývá na střed ocasní ploutve. Směrem ke špičkám ocasní ploutve přechází černá opět ve zlatý lem. Konce laloků ocasní ploutve jsou již olivově až bíle průsvitné. Hřbetní ploutev je zbarvená olivově, řitní má bílou špičku a bělavou skvrnu u kořene ocasu. Tuková je černavě zbarvená. Neonka zelená je mírumilovná, klidná a hejnová rybka horních a středních vrstev vody. Je poměrně plachá, má raději přítmí, a proto vyhledává temnější hustě zarostlé partie toků s dostatkem úkrytů.

Dorůstá velikosti až 5cm a dožívá se 4-6 let.
Sameček je štíhlejší a má vpadlé bříško.
Samička je větší a zavalitější s plnějším bříškem.

## Rozšíření
Pochází z Jižní Ameriky a přirozenou lokalitou výskytu je jezero Janauari u města Manaus na řece Rio Negro ve státě Amazonas v Brazílii a dále v horní Amazonce (Rio Amazon a Rio Solimöes) až k městům São Paulo de Olivenca a Iquitos.

## Chov
Teplota: 22 - 26 °C
Kyselost: 6 - 7 pH
Tvrdost: 2 - 15 dGH
Běžný je chov v nádržích střední velikosti 50 až 100 lt a minimální délce 60 cm. Neonka zelená je nenáročná na vodu. Pravidelnou výměnou vody zabráníme tvorbě dusitanů ve vodě, na což je rovněž citlivá. Vodu je vhodné filtrovat přes čistou rašelinu. Miluje hustě osázená akvária s volným prostorem a s tlumeným osvětlením. Zdržuje se převážně ve středním pásmu nádrže. Dno jemně písčité a tmavého zbarvení dá lépe vyniknout jejich barevnosti a rybkám poskytne větší pocit bezpečí.
Jedná se o další z řady teter vhodných do společenských nádrží. Chováme je ve společnosti druhově podobných, nebo menších rybek, se stejnými nároky. Vynikne v houfu, neboť se jde o skupinovou rybku; měla by být chována v početnějším hejnu. Pokud bude v nádrži málo jedinců, mohou se stát plachými a budou se neustále ukrývat.

Potravou neonek jsou nitěnky, pakomáří larvy, patentky, perloočky (Daphnia, Bosmina), velmi vhodné jsou živé nebo mražené buchanky (Cyclops strenuus), nebo i suché vločkové krmivo. Jako většina tetrovitých je všežravec - krmit je lépe méně, ale častěji, aby nedocházelo k ukládání potravy v podloží a tím tvorbě dusitanů. Krmivo by mělo být pestré.

## Rozmnožování
Voda v odchovné nádrži o velikosti cca 10-15 litrů/chovný pár by měla být mírně kyselá a měkká o teplotě 25 -27 °C, doplněná jemnolistými volně plovoucími rostlinami a opatřená vytíracím roštem. Do vytíračky rybky vpouštíme zpravidla v odpoledních hodinách, protože se tento druh tře výhradně v pozdních odpoledních hodinách, nebo navečer - tedy obvykle jen za šera, popřípadě při tlumeném osvětlení. Tření bývá bouřlivé a ryby se třou ve volné vodě. Ke tření dochází většinou do 24 hodin po přelovení chovného páru. Samec v obloucích obeplouvá samici, načež k ní prudce připluje z boku a ze strany se k ní přitiskne celým tělem. Oplodněné jikry v obláčku mlíčí zvolna klesají ke dnu. Z jednoho výtěru je obvykle 100—200 jiker, které jsou nažloutlé a světlocitlivé. Líhnou se za dalších 24 hodin a po 5 až 6 dnech se plůdek rozplave. Po vytření je nutno ryby odlovit a vytíračku je dobré přistínit.
První potravou je nejvhodnější zooplankton. Za další 2 až 3 dny pak i vířníci (Brachionus, Keratella nebo Rotatoria) dále čerstvě vylíhlé nauplie buchanek (Cyclopidae) a žábronožky solné (Artemia salina). Náhradou může posloužit natvrdo uvařený vaječný žloutek. Nejméně vhodné je pak sušené krmivo pro potěr. Pro úspěšný odchov se doporučuje opakovaná částečná výměna vody v odchovné nádrži.